# Thomas Raffl
Thomas Raffl (* 19. Juni 1986 in Villach) ist ein österreichischer Eishockeyspieler, der seit Juli 2016 erneut beim EC Red Bull Salzburg aus der ICE Hockey League unter Vertrag steht. Auch sein Bruder Michael und sein Cousin Alexander Rauchenwald sind professionelle Eishockeyspieler; ebenso waren sein Vater Peter Raffl und sein Onkel Gerald Rauchenwald langjährige VSV-Spieler und mehrfache österreichische Nationalspieler.

## Karriere
Thomas Raffl ist der Sohn des ehemaligen VSV-Spielers Peter Raffl. So kam er schon als Jugendlicher zum EC VSV. Nachdem er mit 19 Jahren schon 76 Bundesliga-Spiele absolviert hatte, wurde er 2005 im CHL Import Draft von den Kelowna Rockets als 69. Spieler gedraftet. Anschließend wagte er den Schritt nach Übersee, wo er sich in der Western Hockey League aber weder bei den Rockets, noch bei den Swift Current Broncos durchsetzen konnte. Raffl macht dafür die fehlende Eingewöhnungszeit verantwortlich, da er erst im Herbst nach Amerika wechselte. So kehrte er schon während der Saison nach Villach zurück.

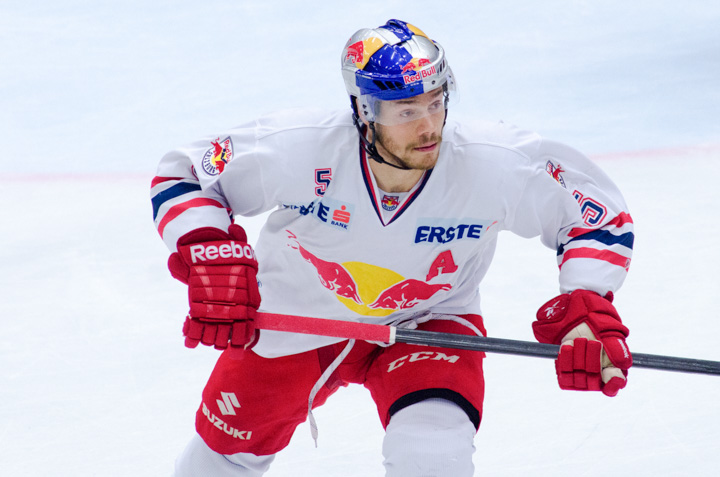
Raffl im Trikot des EC Red Bull Salzburg (2013)

Nachdem Raffl bereits im Vorjahr für das KELLY’S All-Star-Game der Erste Bank Eishockey Liga (EBEL) nominiert worden war, wurde er in der Saison 2008/09 zu einem Schlüsselspieler für den VSV – in 41 Spielen erzielte er 35 Punkte. Seine Leistungen ermöglichten ihm einen Wechsel nach Schweden, wo er beim Elitserien-Team Luleå HF einen Zweijahresvertrag unterschrieb. Zum Start der Saison 2009/10 wurde er durch eine schwere Gehirnerschütterung für mehrere Wochen nicht einsatzfähig. Nach seiner Genesung absolvierte er 45 Spiele für seine neue Mannschaft und erzielte dabei sieben Tore und acht Assists. Im November 2010 unterschrieb er einen Vertrag beim EC Red Bull Salzburg, nachdem er die Saison noch in Luleå begonnen hatte.
Anfang Oktober 2015 erhielt Raffl einen mit 575.000 US-Dollar dotierten Einjahresvertrag für die Saison 2015/16 beim NHL-Franchise Winnipeg Jets, wobei er jedoch ausschließlich beim Farmteam Manitoba Moose eingesetzt wurde. Mehrere Verletzungen verhinderten einen Aufstieg zu den Jets. Nach 31 Einsätzen für Manitoba, in denen er fünf Tore und fünf Assists verbuchte, zog sich Raffl Mitte März 2016 eine Rückenverletzung zu und musste die Saison vorzeitig beenden. Im Anschluss kehrte Raffl bereits nach einem Jahr nach Österreich zurück und schloss sich wieder dem EC Red Bull Salzburg an. In den Jahren 2022 bis 2025 wurde er mit den Salzburgern erneut österreichischer Meister, wobei er 2022, 2024 und 2025 jeweils den entscheidenden Treffer der Playoff-Serie erzielte. 2024 wurde er zudem in das All-Star-Team der Liga gewählt.

### International
Raffl spielte am 7. Februar 2008 beim 3:2-Erfolg gegen Italien im polnischen Sanok erstmals im A-Nationalteam. Im selben Jahr war er auch bei der Weltmeisterschaft der Division I dabei. Dort war er mit drei Punkten in fünf Spielen maßgeblich am Aufstieg Österreichs zurück in die Top-Division beteiligt. Auch 2010, 2012 und 2017, als er sowohl in das All-Star-Team, als auch zum wertvollsten Spieler des Turniers gewählt wurde, nahm er an den Turnieren der Division I teil, wobei ebenfalls jeweils der Aufstieg in die Top-Division gelang. In der Top-Division spielte er bei den Weltmeisterschaften 2011, 2015 und 2019, als die Alpenländler jeweils den Abstieg hinnehmen mussten, 2022, als die Österreicher als Nachrücker für die ausgeschlossenen Teams aus Belarus Russland teilnehmen durften, 2023, 2024 und 2025, als mit dem achten Platz das beste Ergebnis seit 1994 erreicht wurde. Zudem vertrat er seine Farben bei den Qualifikationsturnieren für die Olympischen Winterspiele 2014, 2018 und 2022 sowie den Spielen in Sotschi selbst.
Raffl absolvierte außerdem zwei U20- (2005 und 2006) und eine U18-Weltmeisterschaft (2004) in der Division I für Österreich.

## Erfolge und Auszeichnungen
| - 2006 Österreichischer Meister mit dem Villacher SV - 2011 Österreichischer Meister mit dem EC Red Bull Salzburg - 2011 European-Trophy-Gewinn mit dem EC Red Bull Salzburg - 2014 Österreichischer Meister mit dem EC Red Bull Salzburg - 2015 Österreichischer Meister mit dem EC Red Bull Salzburg - 2022 Österreichischer Meister mit dem EC Red Bull Salzburg | - 2023 Österreichischer Meister mit dem EC Red Bull Salzburg - 2024 Österreichischer Meister mit dem EC Red Bull Salzburg - 2024 Bester Torschütze der ICEHL-Playoffs - 2024 Wertvollster Spieler der ICEHL-Playoffs - 2024 ICEHL All-Star-Team - 2025 Österreichischer Meister mit dem EC Red Bull Salzburg |

### International
| - 2008 Aufstieg in die Top-Division bei der Weltmeisterschaft der Division IA - 2010 Aufstieg in die Top-Division bei der Weltmeisterschaft der Division IA - 2012 Aufstieg in die Top-Division bei der Weltmeisterschaft der Division IA | - 2017 Aufstieg in die Top-Division bei der Weltmeisterschaft der Division IA - 2017 Wertvollster Spieler der Weltmeisterschaft der Division IA - 2017 All-Star-Team der Weltmeisterschaft der Division IA |

## Karrierestatistik
Stand: Ende der Saison 2024/25

### International
Vertrat Österreich bei:
| - U18-Junioren-Weltmeisterschaft der Division I 2004 - U20-Junioren-Weltmeisterschaft der Division I 2005 - U20-Junioren-Weltmeisterschaft der Division I 2006 - Weltmeisterschaft der Division I 2008 - Weltmeisterschaft der Division I 2010 - Weltmeisterschaft 2011 - Weltmeisterschaft der Division IA 2012 - Qualifikationsturnier für die Olympischen Winterspiele 2014 - Olympischen Winterspielen 2014 | - Weltmeisterschaft 2015 - Qualifikationsturnier für die Olympischen Winterspiele 2018 - Weltmeisterschaft der Division IA 2017 - Weltmeisterschaft 2019 - Qualifikationsturnier für die Olympischen Winterspiele 2022 - Weltmeisterschaft 2022 - Weltmeisterschaft 2023 - Weltmeisterschaft 2024 - Weltmeisterschaft 2025 |

(Legende zur Spielerstatistik: Sp oder GP = absolvierte Spiele; T oder G = erzielte Tore; V oder A = erzielte Assists; Pkt oder Pts = erzielte Scorerpunkte; SM oder PIM = erhaltene Strafminuten; +/− = Plus/Minus-Bilanz; PP = erzielte Überzahltore; SH = erzielte Unterzahltore; GW = erzielte Siegtore; 1 Play-downs/Relegation; Kursiv: Statistik nicht vollständig)